# 卡特里奇夫卡
49°49′1″N 35°38′25″E / 49.81694°N 35.64028°E
卡特里奇夫卡（烏克蘭語：Катричівка）是位於烏克蘭東部的村莊，由哈爾科夫州博霍杜希夫區的瓦爾基市鎮負責管轄。該村始建於1900年，面積5.79平方公里，海拔高度165米，2001年人口79，人口密度每平方公里13.6人。